# Microsoft Teams
Microsoft Teams é uma plataforma unificada de comunicação e colaboração que combina bate-papo, videoconferências, armazenamento de arquivos (incluindo colaboração em arquivos) e integração de aplicativos e serviços da Microsoft e de terceiros.
Ele (opcionalmente) se integra a aplicativos Microsoft como o pacote de produtividade Microsoft 365, e aos demais aplicativos de terceiros.

## História
Em 4 de março de 2016, surgiram notícias de que a Microsoft havia considerado oferecer U$ 8 bilhões pelo Slack, mas Bill Gates era contra a compra, afirmando que a empresa deveria se concentrar em melhorar o Skype for Business. Qi Lu, vice-presidente executivo de aplicativos e serviços, liderava o esforço para comprar a empresa. Após a saída de Lu no final daquele ano, a Microsoft anunciou o Teams ao público como concorrente direto do Slack em 2 de novembro de 2016.
Em 3 de maio de 2017, a Microsoft anunciou que o Microsoft Teams substituiria o Microsoft Classroom no Office 365 Education (anteriormente conhecido como Office 365 for Education).
Em 7 de setembro de 2017, os usuários começaram a receber uma mensagem que dizia "Skype for Business agora é Microsoft Teams". Isso foi confirmado em 25 de setembro de 2017 na Ignite, uma conferência anual realizada pela Microsoft.
Em 12 de julho de 2018, a Microsoft anunciou uma versão gratuita do Microsoft Teams, oferecendo a maioria das opções de comunicação da plataforma sem nenhum custo, mas limitando o número de usuários e a capacidade de armazenamento de arquivos.
Em janeiro de 2019, a Microsoft lançou uma atualização direcionada para "Trabalhadores em primeira linha", a fim de melhorar a interoperabilidade do Microsoft Teams entre diferentes computadores para trabalhadores de áreas de venda.
Em 19 de novembro, a Microsoft anunciou que o Microsoft Teams atingiu 20 milhões de usuários ativos. Um aumento de 13 milhões em relação a julho. A empresa anunciou um recurso "Walkie Talkie" no início de 2020 que usa o push-to-talk em smartphones e tablets por Wi-Fi ou dados de celular. O recurso foi desenvolvido para funcionários que conversam com clientes ou realizam operações diárias.
Em 19 de março de 2020, a Microsoft anunciou que a Microsoft Teams atingiu 44 milhões de usuários diários, em parte devido à Pandemia de COVID-19.  Por causa da pandemia de COVID-19, a Microsoft passou a oferecer gratuitamente o Microsoft Teams para a organizações e escolas de todo o mundo como alternativa de ambientes virtuais de aprendizagem.
A plataforma pode ser utilizada gratuitamente, porém há algumas diferenças se comparada à versão paga, como número máximo de membros - até 500.000 por organização; armazenamento de arquivos - apenas 2GB por usuário e 10 GB de armazenamento compartilhado; as reuniões não podem ser gravadas; não há chamadas telefônicas e conferências de áudio; não se pode hospedar eventos online e nem utilizar recursos de trabalho como Walkie Talkie, Turnos etc. Além disso, também não é possível utilizar ferramenta de administração para gerenciamento de usuários e aplicativos, relatórios de uso de serviços do Microsoft 365, configurações e políticas de usuário configuráveis.